# Magdalena (Maribor)

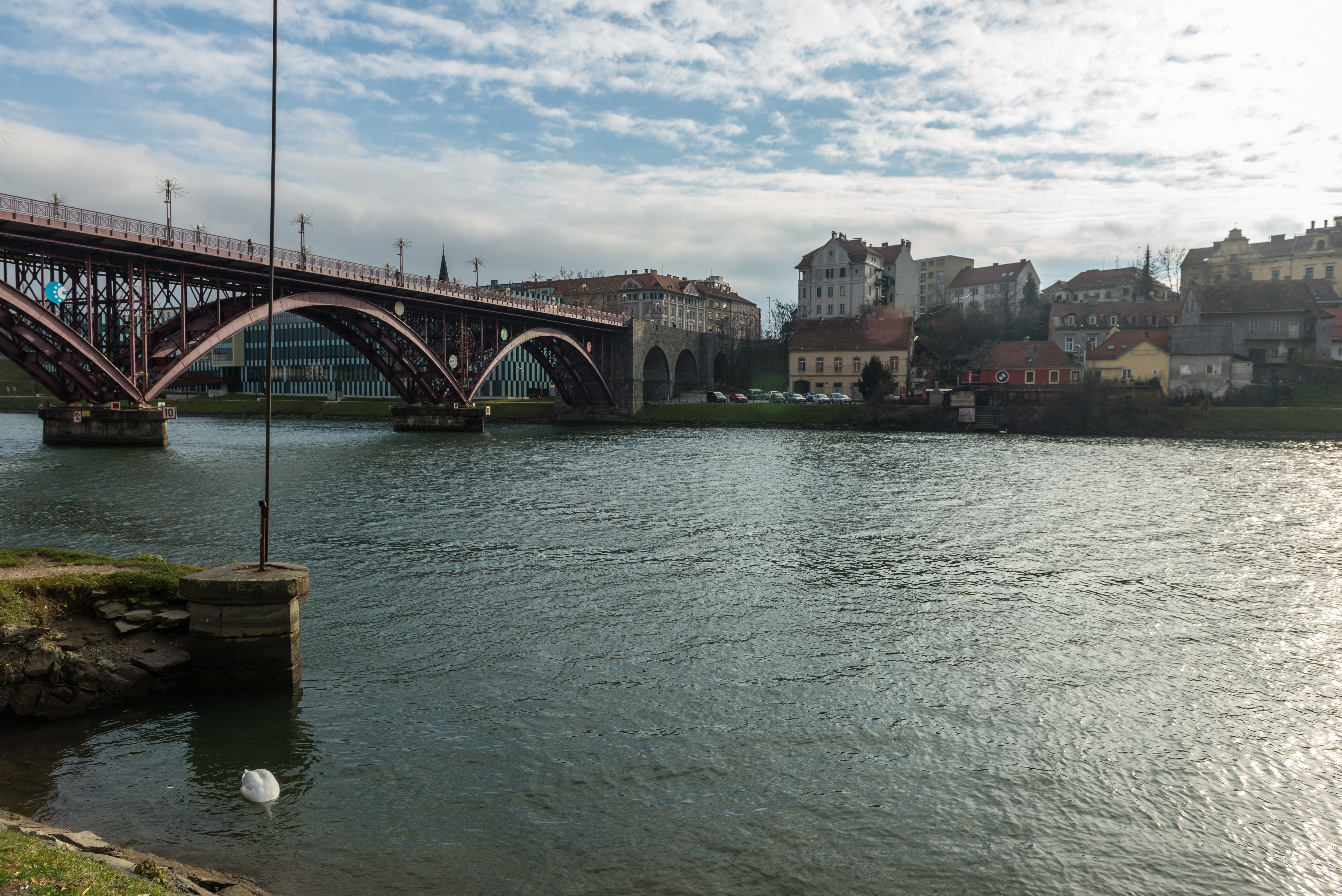
Maribor-Magdalena mit Glavni most

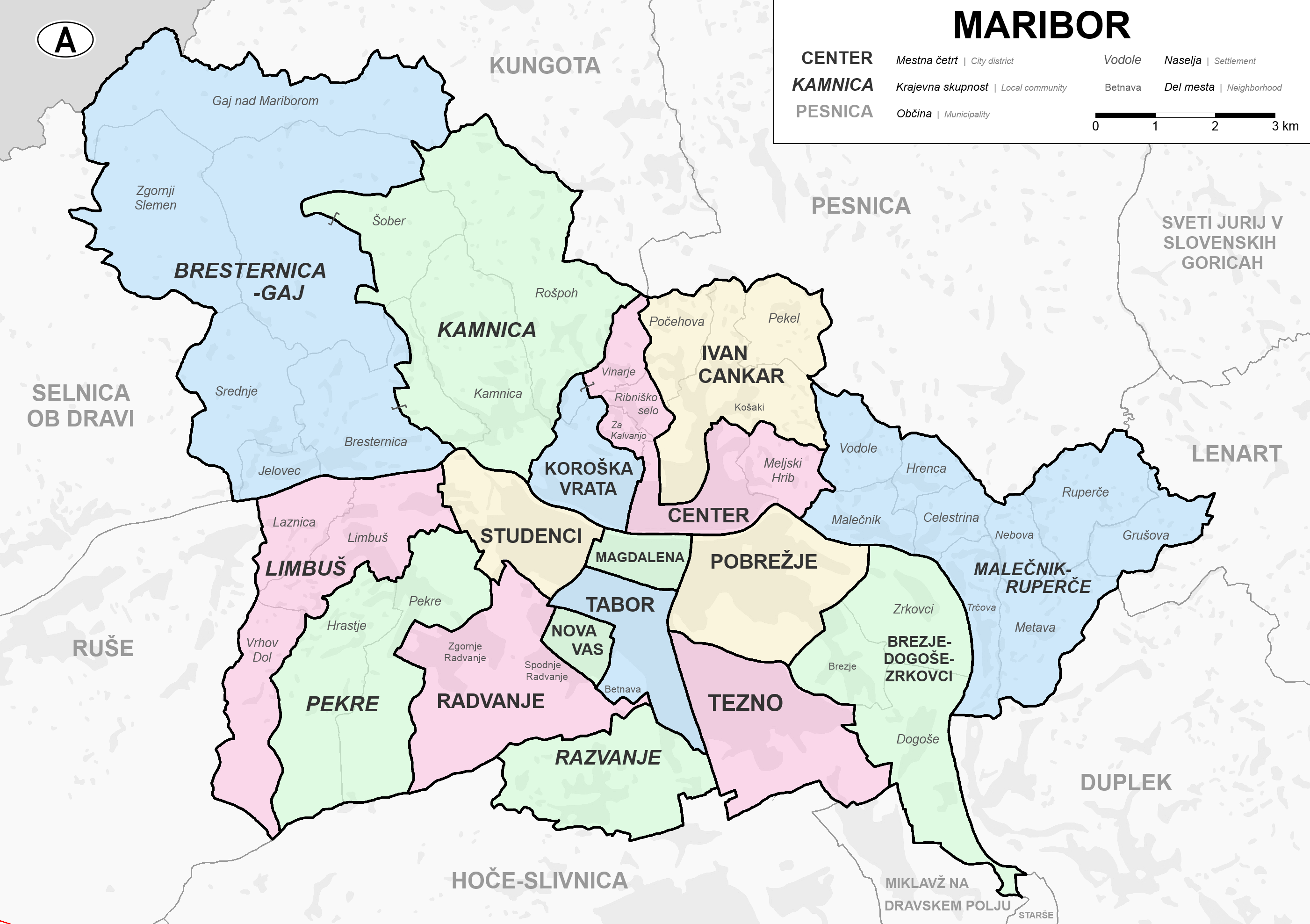
Stadtbezirke und Ortsgemeinschaften von Maribor

Mestna četrt Magdalena, Kurzform: MČ Magdalena (deutsch Stadtbezirk Magdalena) ist der Name eines Stadtbezirks  in der slowenischen Stadtgemeinde Maribor (Marburg an der Drau).

## Lage
Der Bezirk liegt am rechten Ufer der Drau gegenüber dem Stadtteil Lent im Stadtbezirk Center.
Mit dem Bezirk Center ist Magdalena über die Fußgängerbrücke Splavarska brv (deutsch: Flößersteg), die Brücke Glavni most, auch Stari most (deutsch: Alte Brücke) und die Eisenbahnbrücke  verbunden. 
Magdalena grenzt im Westen an das Stadtviertel Studenci, im Osten an Pobrežje und im Süden an Tabor.

## Bauwerke
- Universitätsklinikum Maribor
- Pfarrkirche St. Magdalena
- Splavarska brv (deutsch: Flößersteg)
- Glavni most, auch Stari most (deutsch: Alte Brücke)
- Tito-Brücke
- Eisenbahnbrücke Maribor

## Geschichte
Das Stadtviertel Magdalena, früher Magdalenenvorstadt wurde nach der Kirche benannt, die sicherlich das älteste Baudenkmal darin ist. Erstmals ist die Pfarrei St. Magdalena wurde am 10. Juni 1289 in einer in Maribor ausgestellten  Urkunde erwähnt, die im Steirischen Landesarchiv in Graz aufbewahrt wird.